# 1300-as évek
Évszázadok: 13. század · 14. század · 15. század
Évtizedek: 1250-es évek · 1260-as évek · 1270-es évek · 1280-as évek · 1290-es évek · 1300-as évek · 1310-es évek · 1320-as évek · 1330-as évek · 1340-es évek · 1350-es évek
Évek: 1300 · 1301 · 1302 · 1303 · 1304 · 1305 · 1306 · 1307 · 1308 · 1309

## Események és irányzatok
- A proto-reneszánsz kor kezdete Itáliában.
- III. András magyar király 1301. január 14-i halála után interregnum következik be Magyarországon, mivel Andrással kihal az Árpád-ház. Három jelölt vetélkedik a koronáért: Vencel, Ottó és Károly Róbert. Ez utóbbit választják meg végül az ország királyává 1308-ban.
- Dante Alighierit száműzik Firenzéből
- IV. Fülöp francia király parancsára megkezdődik a Templomos Lovagrend felszámolása
- V. Kelemen pápa Avignonba teszi át székhelyét, ezzel megkezdődik a pápák avignoni fogsága, ami 1370-ig tart.
- Skócia kivívja függetlenségét Angliától.

## Meghatározó személyek

### Politika
- Károly Róbert magyar király
- IV. Fülöp francia király
- Robert Bruce, Skócia királya

### Művészetek
- Dante Alighieri, firenzei költő
- Giotto di Bondone, firenzei festő

## A világ vezetői
Magyarország
- III. András magyar király (Magyar Királyság) (1290–1301† )
- Vencel magyar király (Magyar Királyság) (1301–1305)
- Ottó magyar király (Magyar Királyság) (1305–1307)
- I. Károly magyar király (Magyar Királyság) (1308–1342† )